# Three Rivers (Míchigan)
Three Rivers es una ciudad ubicada en el condado de St. Joseph en el estado estadounidense de Míchigan. En el Censo de 2010 tenía una población de 7811 habitantes y una densidad poblacional de 532,55 personas por km².

## Geografía
Three Rivers se encuentra ubicada en las coordenadas 41°56′43″N 85°37′50″O / 41.94528, -85.63056. Según la Oficina del Censo de los Estados Unidos, Three Rivers tiene una superficie total de 14.67 km², de la cual 13.99 km² corresponden a tierra firme y (4.64%) 0.68 km² es agua.

## Demografía
Según el censo de 2010, había 7811 personas residiendo en Three Rivers. La densidad de población era de 532,55 hab./km². De los 7811 habitantes, Three Rivers estaba compuesto por el 82.61% blancos, el 10.13% eran afroamericanos, el 0.56% eran amerindios, el 0.9% eran asiáticos, el 0% eran isleños del Pacífico, el 1.83% eran de otras razas y el 3.97% pertenecían a dos o más razas. Del total de la población el 5.22% eran hispanos o latinos de cualquier raza.